# 迈松阿尔福-莱瑞利奥特站
迈松阿尔福-莱瑞利奥特特站（法語：Maisons-Alfort — Les Juilliottes）是巴黎地鐵的一個車站。迈松阿尔福-莱瑞利奥特特站位於邁松阿爾福，開通於1972年4月27日，是巴黎地鐵8號線延長工程的一部分。在1973年9月24日之前，迈松阿尔福-莱瑞利奥特特站是巴黎地鐵8號線東側的起點車站。

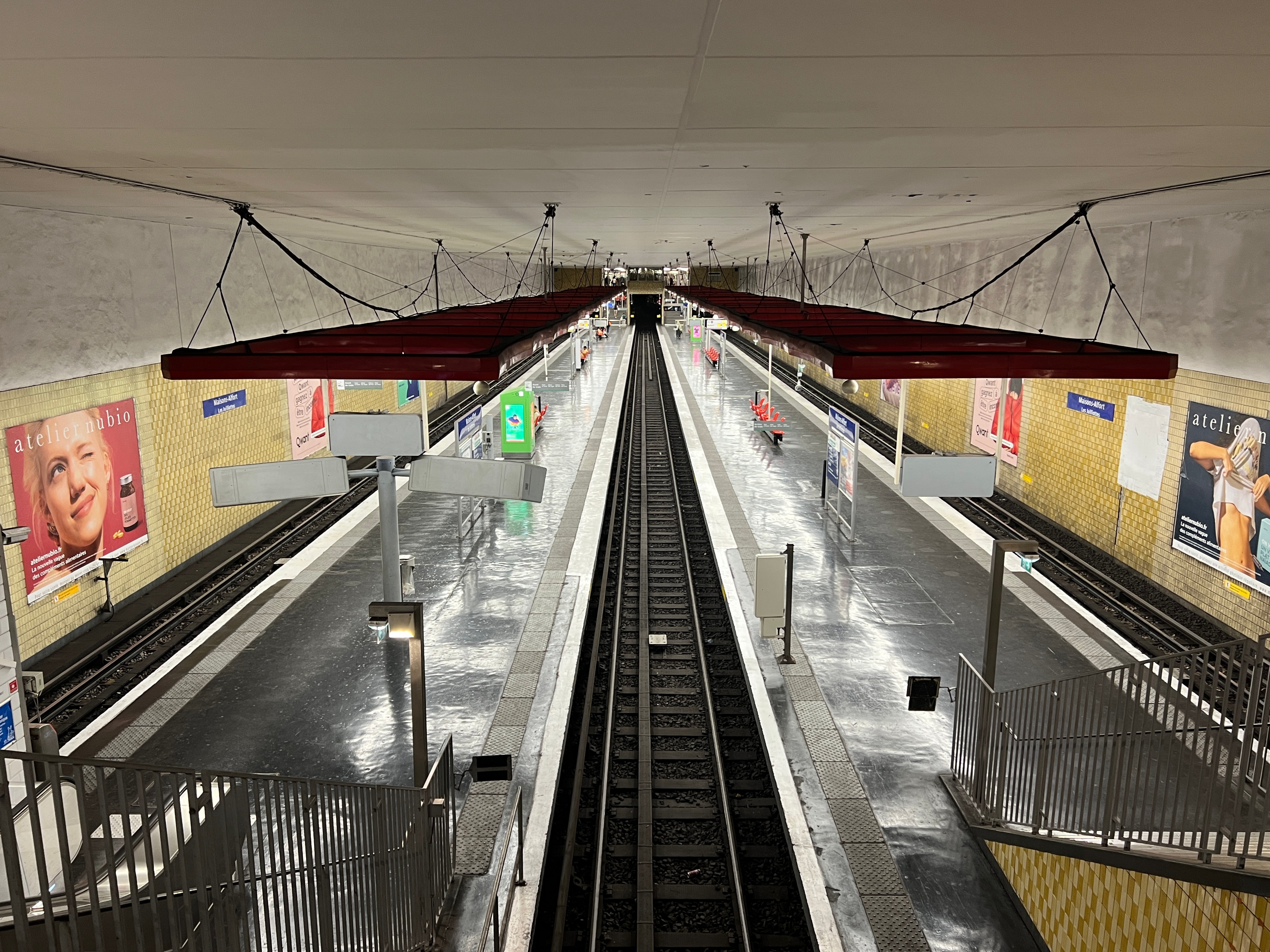
月台（2022年7月）

## 車站結構
| 街道層 |                    |                            |
| B1     | 夾層               |                            |
| 月台層 | 西行               | 往巴拉（邁松阿爾福體育場） |
| 月台層 | 島式月台，左側開門 |                            |
| 月台層 | 東行               | 往湖之角（克雷特伊-莱沙）  |
| 月台層 | 島式月台，不使用   |                            |
| 月台層 | 東行               | 無服務                     |